# NSG 'Vogelfreistätte Innstausee bei Attel und Freiham'
NSG 'Vogelfreistätte Innstausee bei Attel und Freiham' este o arie protejată (arie de protecție specială avifaunistică — SPA) din Germania întinsă pe o suprafață de 566 ha, integral pe uscat.

## Localizare
Centrul sitului NSG 'Vogelfreistätte Innstausee bei Attel und Freiham' este situat la coordonatele 48°01′24″N 12°11′02″E / 48.0233°N 12.1839°E.

## Înființare
Situl NSG 'Vogelfreistätte Innstausee bei Attel und Freiham' a fost declarat arie de protecție specială avifaunistică în septembrie 2006 pentru a proteja 9 specii de animale.

## Biodiversitate
Situată în ecoregiunea continentală, aria protejată nu include niciun habitat protejat.
La baza desemnării sitului se află mai multe specii protejate de  păsări (9): pescăruș albastru (Alcedo atthis), Ardea cinerea cinerea, egretă albă (Egretta alba), Luscinia svecica cyanecula, Mergus merganser merganser, gaia neagră (Milvus migrans), vultur pescar (Pandion haliaetus), ciocănitoare verzuie (Picus canus), chiră de baltă (Sterna hirundo).